# Space Bandits
Space Bandits es el decimosexto álbum de estudio de Hawkwind, lanzado por GWR en 1990.
Este es el primer disco de Hawkwind con una vocalista femenina, Bridget Wishart, quien también aparecería en el siguiente: "Palace Springs".
El batería Richard Chadwick y el violinista Simon House son los otros dos miembros que se suman para este álbum, aunque House era ya un viejo conocido de la banda.
Un sample de la voz del escritor estadounidense John Neihardt, leyendo un fragmento de su libro "Black Elk Speaks", aparece en el tema del mismo nombre, testimonio recogido por Neihardt de boca del chamán Sioux, Alce Negro.
El grupo emprendió una gira británica de 25 fechas, y una norteamericana de 18, aunque ya sin Simon House.

## Lista de canciones
Lado A
1. "Images" (Bridget Wishart, Dave Brock, Alan Davey) – 9:34
2. "Black Elk Speaks" (Black Elk, Brock) – 5:15
3. "Wings" (Davey) – 5:22

Lado B
1. "Out of the Shadows" (Doug Buckley, Brock, Davey) – 4:57
2. "Realms" (Davey) – 3:26
3. "Ship of Dreams" (Brock) – 5:13
4. "T.V. Suicide" (Harvey Bainbridge) – 5:20

## Personal
- Bridget Wishart: voz
- Dave Brock: guitarra, teclados, voz
- Alan Davey: bajo, voz
- Simon House: violín
- Richard Chadwick: batería
- Harvey Bainbridge: teclados, voz